# Kellpositiv
Kellpositiv är man om man har proteinet kell på den röda blodkroppens yta. Om man är kellpositiv har kroppen mycket lätt att tillverka ämnet kell. Men om man däremot är kellnegativ kan kroppen bygga upp antikroppar mot kellet. Om man till exempel har blodgrupp A+ och är negativ inom kell kan man inte ta emot blod från någon som har blodgruppen A+ positiv. Om man skulle få kell i sig om man är negativ skulle kroppen reagera och man skulle behöva  akut sjukvård.